# 公司街
公司街（Corporation Street）是英国曼彻斯特市中心的一条重要街道，北到Dantzic街，南到市场街。沿街主要建筑包括 Arndale购物中心、交易广场、The Printworks、国家足球博物馆。
爱尔兰共和军制造的1996年曼彻斯特爆炸案之后，这条街进行了大规模重建。曾有数次恐怖袭击计划攻击公司街周围区域，其中包括2009年基地组织的计划。

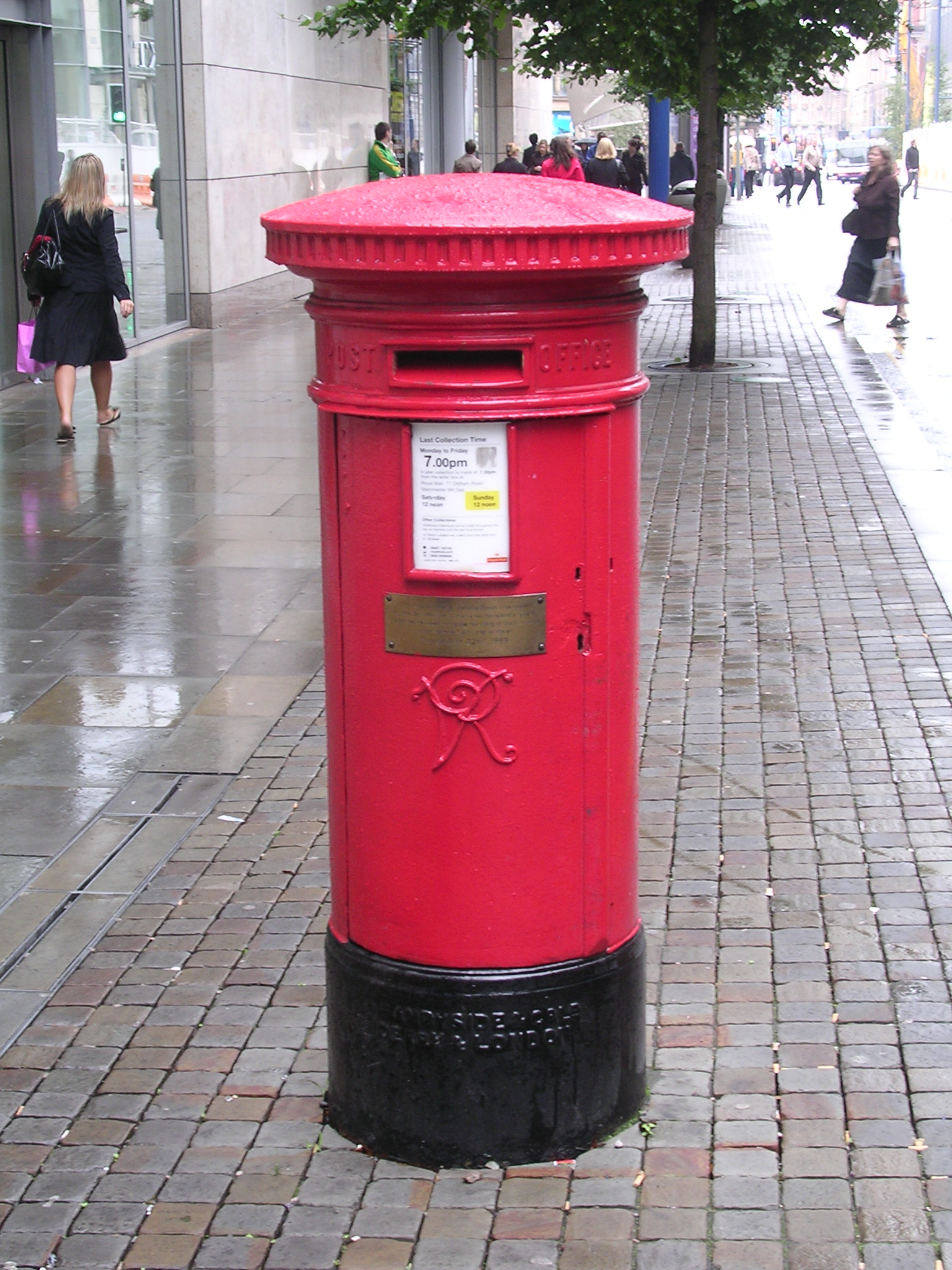
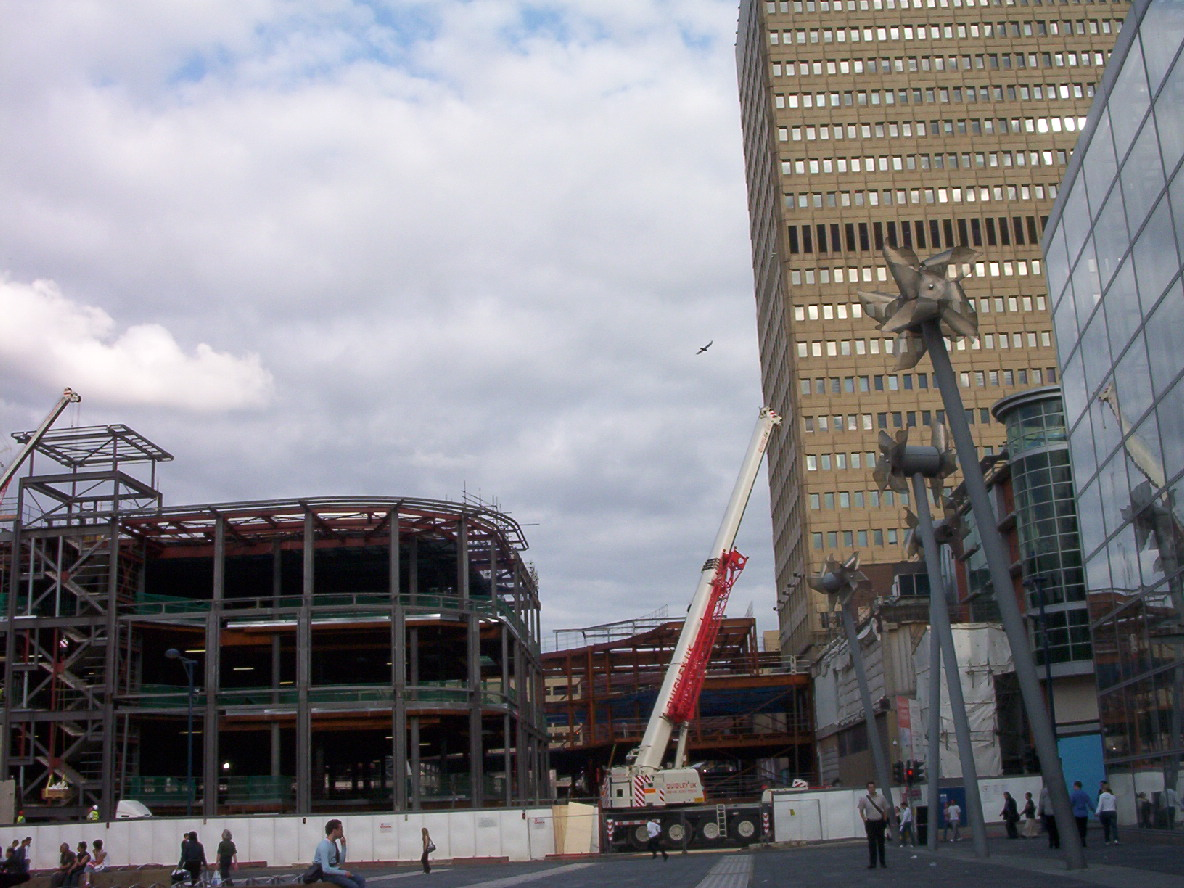
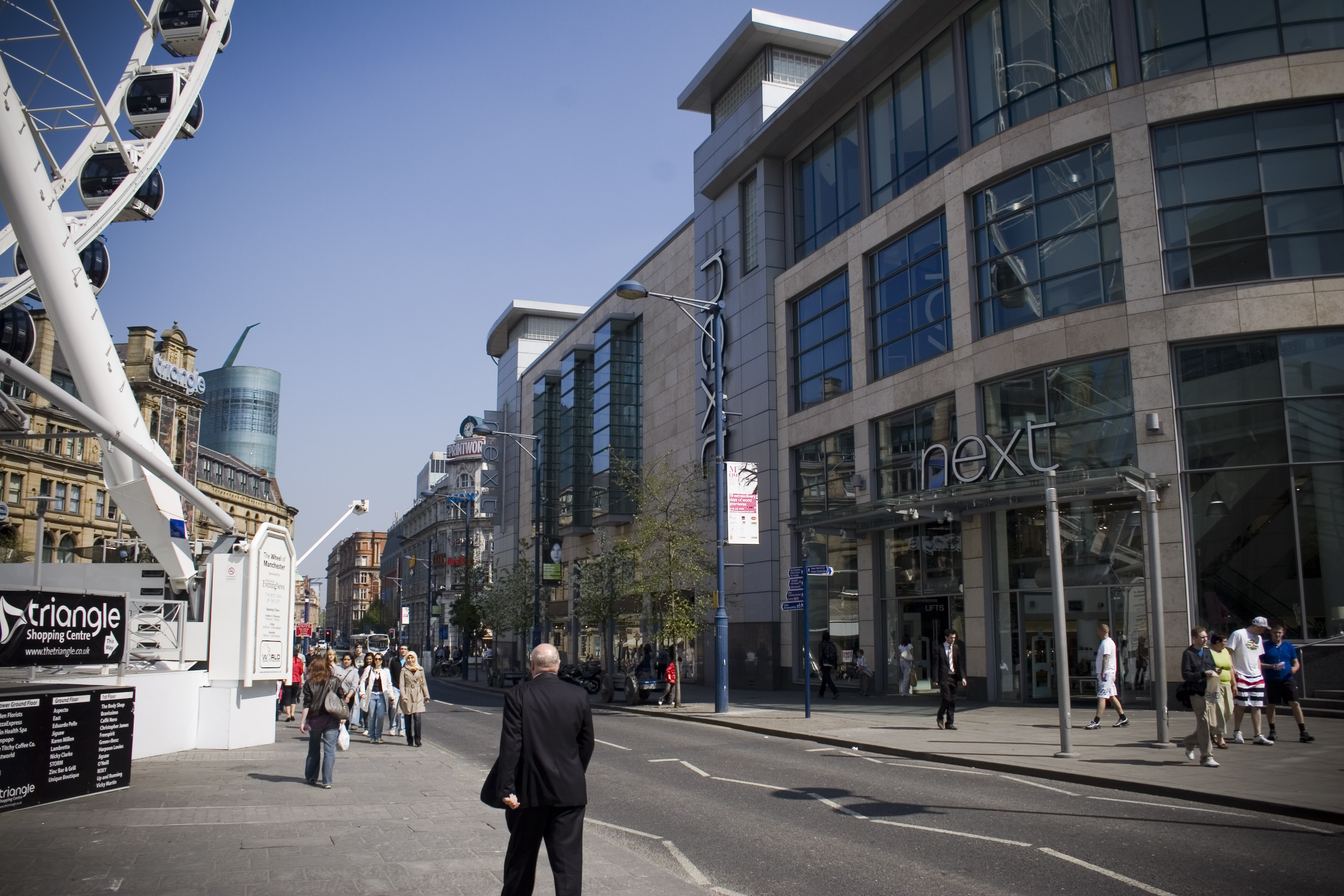
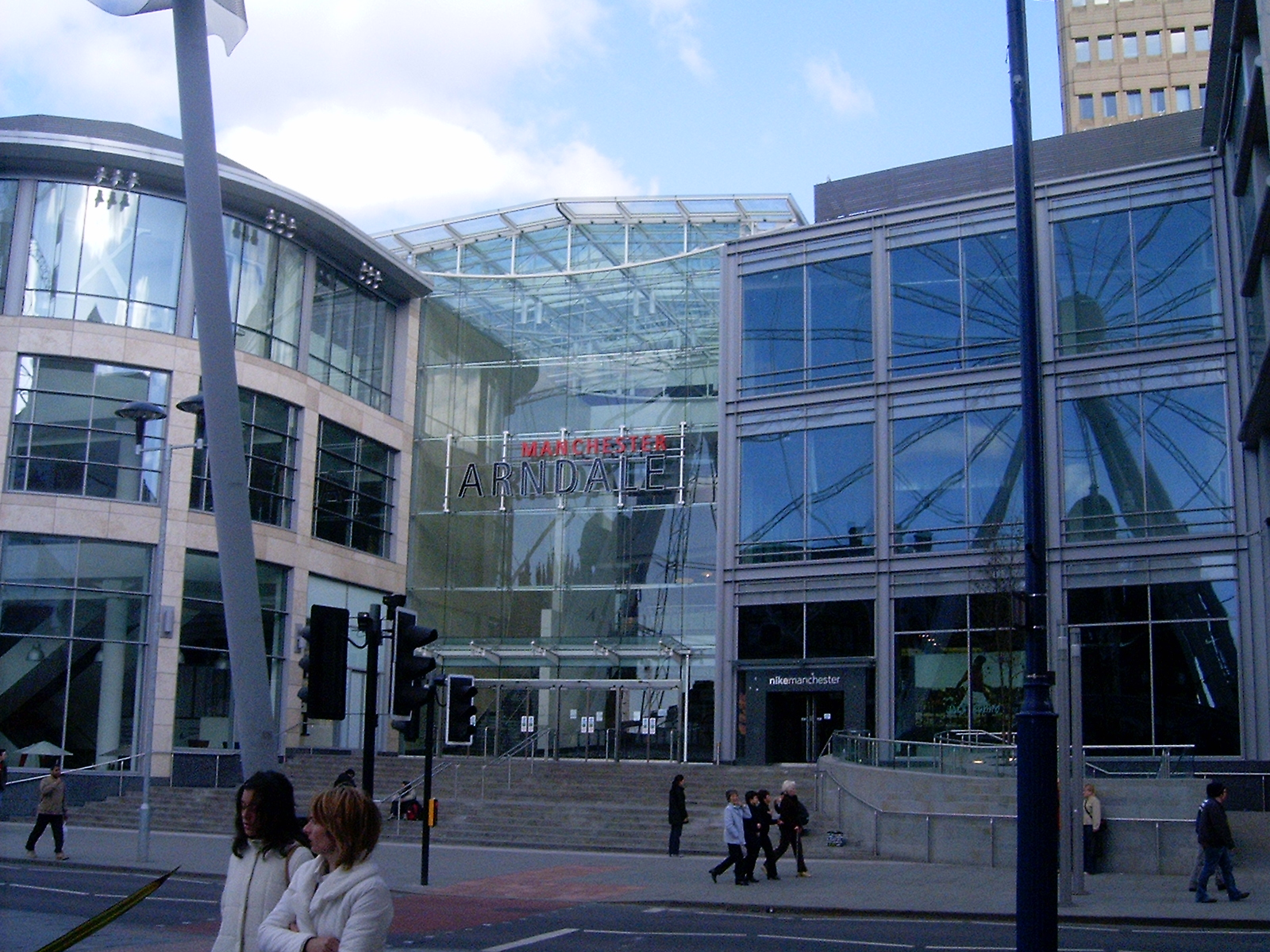
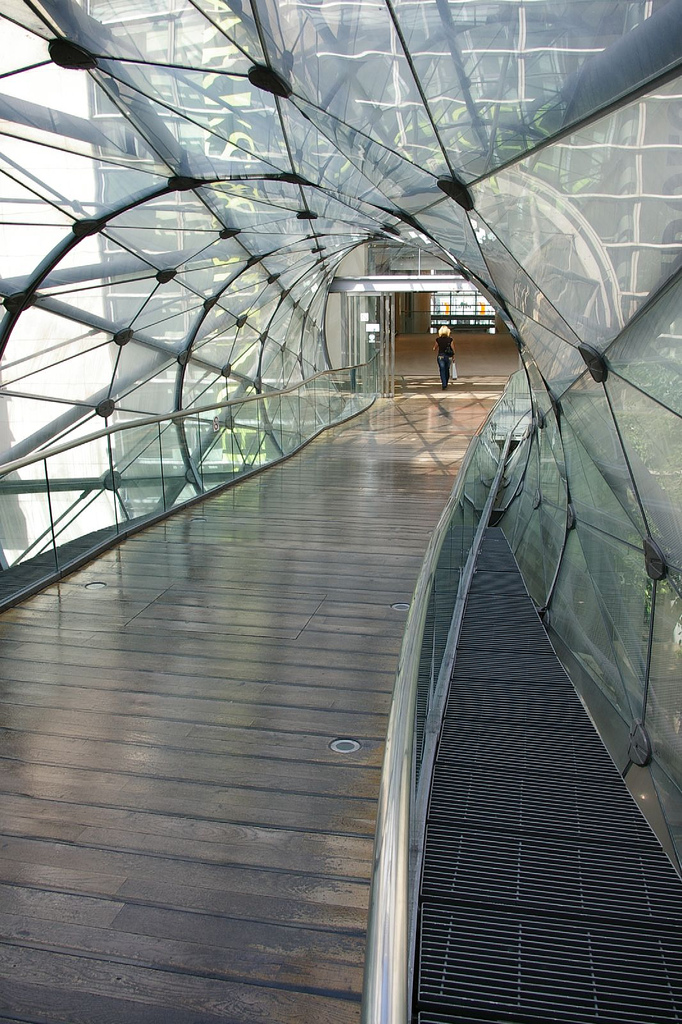
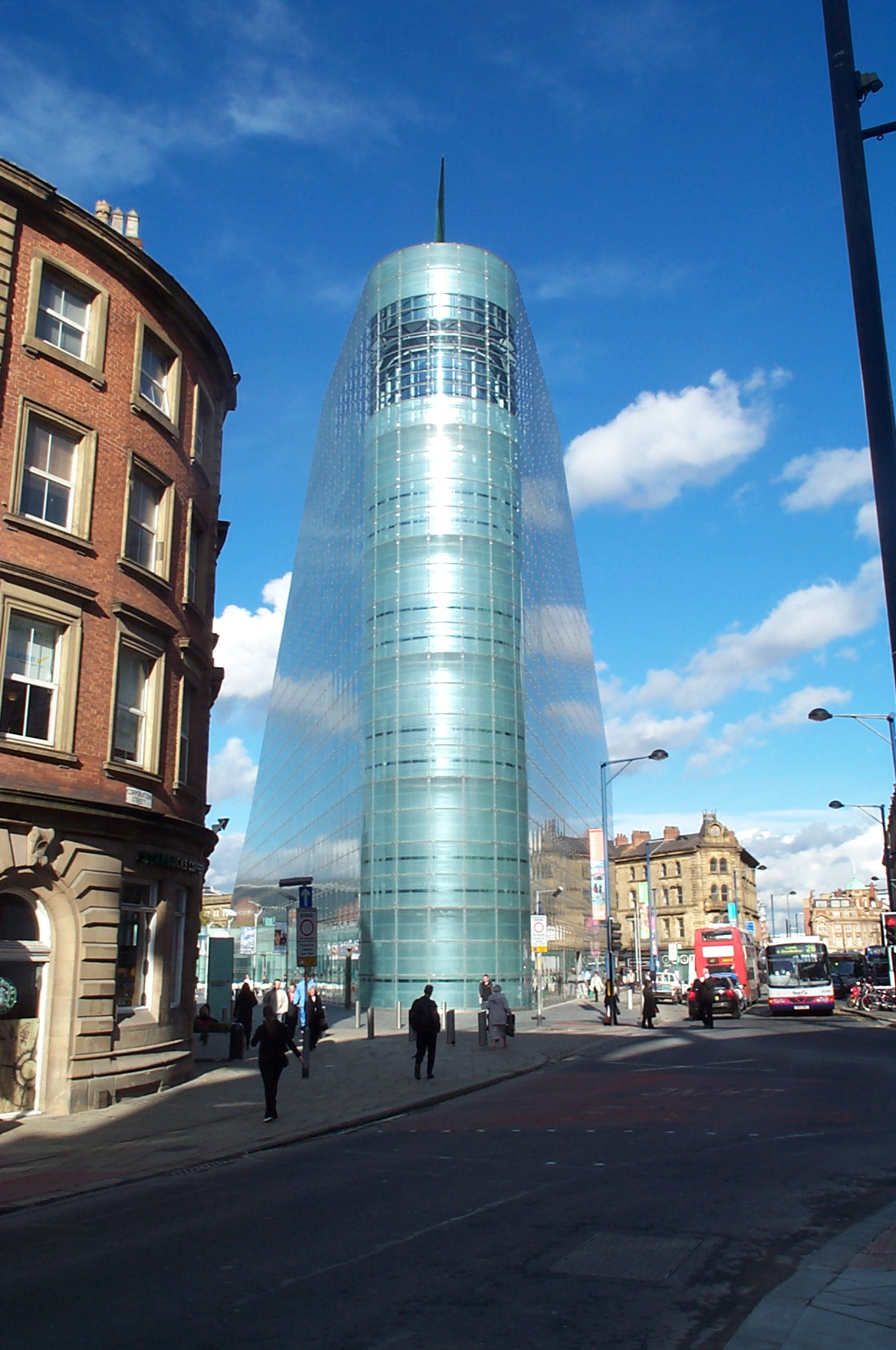
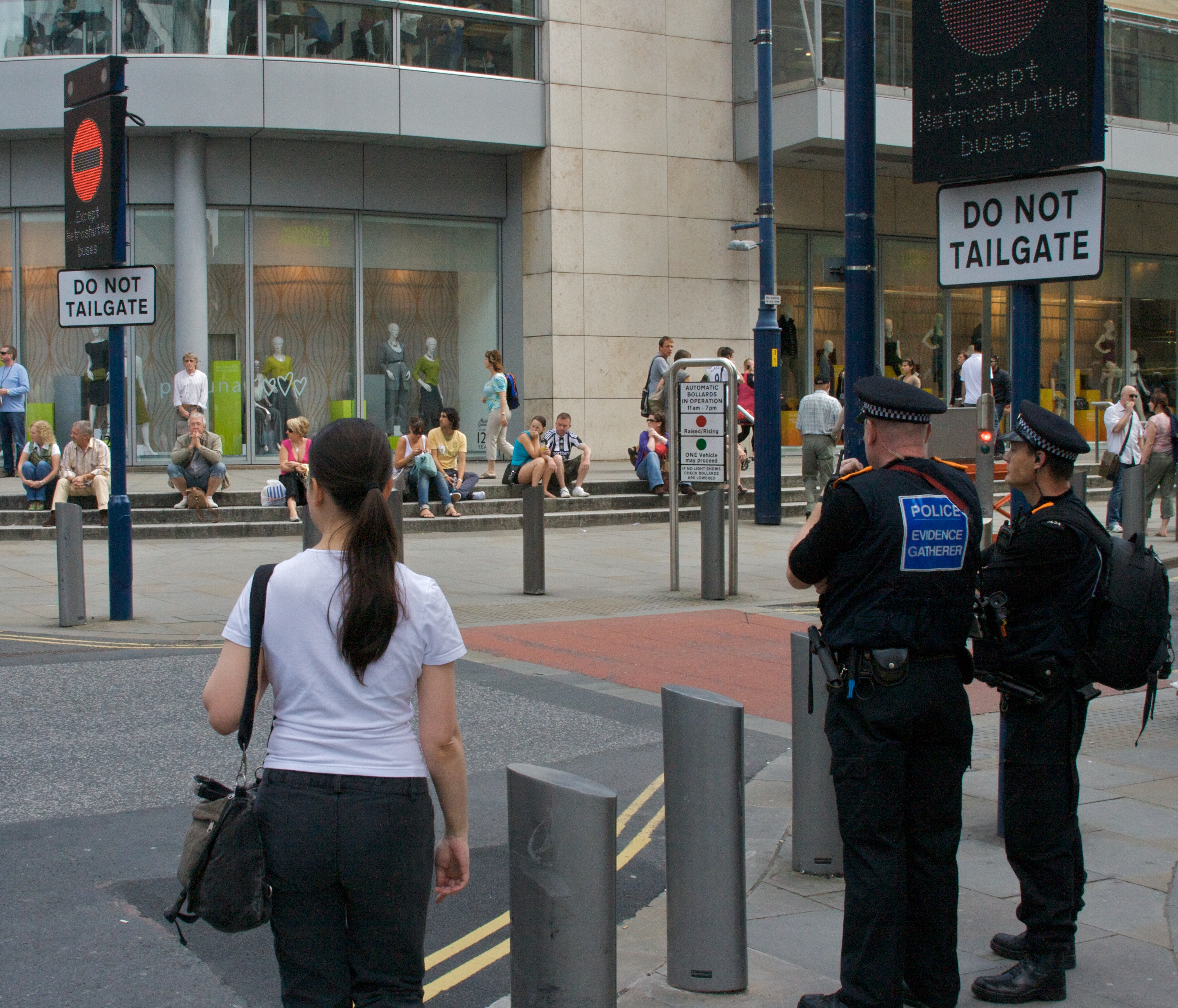